# Eastern Command (Inde)
L'Eastern Command est l'un des six commandements opérationnels de l'armée indienne. Son siège est à Fort William, dans la ville de Kolkata, dans l'État du Bengale occidental. La zone de responsabilité du commandement (AOR) s'étend du Bengale au Sikkim, puis à travers tout le nord-est de l'Inde. Le Commandement partage des frontières internationales avec les pays du Népal, du Bhoutan, de la Chine, du Myanmar et du Bangladesh.
Ce commandement est formé le 1er novembre 1920, et est commandé par un officier général trois étoiles du grade de lieutenant général avec le titre d'officier général commandant en chef de l'Eastern Command (GOC-en-C). Le lieutenant-général Anil Chauhan est l'actuel GOC-in-C, qui prit la relève le 1er septembre 2019.

## Structure
Le commandement est comprend en 2014:
- Son quartier général à Fort William ;
- 3e corps (Inde) stationné à Dimapur ;
- 4e corps (Inde) stationné à Tezpur ;
- 17e corps Inde stationné à Panagarh dans le Paschim Bardhaman ;
- 33e corps Inde stationné à Siliguri.